# Route européenne 51
Pour les articles homonymes, voir E51 et Route 51.
La route européenne 51 (E51) est une route reliant Berlin à Nuremberg en passant par Leipzig.

## Tracé

### Allemagne
La route E51 se confond avec :
| (Auto)route | Tracé                     | Villes traversées | Routes européennes croisées                            |
| ----------- | ------------------------- | ----------------- | ------------------------------------------------------ |
|             | Berlin                    | Potsdam           | E26 · E28 · E30 · E36 · E55 · E251                     |
|             | Entre Berlin et Nuremberg | Leipzig, Hof      | entre Leipzig et Schleiz à Gera à Bayreuth à Nuremberg |